# Musaranya de Zarudni
La musaranya de Zarudni (Crocidura zarudnyi) és una espècie de musaranya que viu a l'Afganistan, l'Iran i el Pakistan. Fou anomenada en honor de l'explorador i zoòleg ucraïnorús Nikolai Zarudni.